# Hôtel des Postes (La Réunion)
Pour les articles homonymes, voir Hôtel des Postes.
L'Hôtel des Postes est un bâtiment remarquable de l'île de La Réunion, département d'outre-mer français dans le sud-ouest de l'océan Indien. Situé place de la Mairie à Saint-Leu, il est inscrit à l'inventaire des Monuments historiques depuis le 23 septembre 1987,.